# T.I.P.
T.I.P. é o álbum independente lançado em 8 de Novembro de 2005 pelo membro do G-Unit Young Buck. O álbum é lançado por meio de uma gravadora independente, a Mass Appeal Entertainment e não G-Unit Records. O álbum conta com as participações de D-Tay, Rizin Sun, First Born e Bun B.

## Faixas
1. "Blood In Blood Out" (feat. Rizin Sun)
2. "Thug In The Club" (feat. Bun B & Smoov Jizzell)
3. "Caught In The Wind" (feat. D-Tay & Rizin Sun)
4. "Crime Pays"
5. "Penny Pinching" (feat. D-Tay)
6. "All About Money" (feat. D-Tay)
7. "All My Life" (feat. D-Tay)
8. "Get Your Murder On" (feat. Rizin Sun)
9. "Cant Keep Livin"
10. "Hard Hitters" (feat. D-Tay, First Born & Rizin Sun)
11. "Dickie Fits"
12. "Purse First"
13. "Thugged Out"